# Ölands norra kontrakt
Ölands norra kontrakt var ett kontrakt i Växjö stift inom Svenska kyrkan i Kalmar län. Kontraktet upplöstes den 1 januari 2007 och de ingående församlingarna överfördes till Ölands kontrakt.
Kontraktskod var 0616.

## Administrativ historik
Ölands norra kontrakt bildades efter reformationen som en uppdelning av ett äldre Ölands kontrakt och motsvarade då Ölands norra mot. 1652 utbröts en del av Ölands medelkontrakt
1844 överfördes Köping och Egby till medelkontraktet
1962 tillkom från upphörda Ölands medelkontrakt: Bredsättra, Gärdslösa, Räpplinge, Högsrum, Runsten och Långlöt samt Köping och Egby.
2002 motsvarade kontraktet Norra Ölands kyrkliga samfällighet och Borgholms kommun. Det bestod av fyra pastorat med sexton församlingar:
- Högby pastorat (Högby församling, Källa församling, Persnäs församling och Böda församling)
- Köpings pastorat (Köpings församling, Egby församling, Löts församling, Alböke församling, Föra församling och Bredsättra församling)
- Borgholms pastorat (Borgholms församling)
- Gärdslösa pastorat (Gärdslösa församling, Räpplinge församling, Högsrums församling, Runstens församling och Långlöts församling)

Kontraktet tillhörde Kalmar stift från 1602 till 1915 då stiftet återgick i Växjö stift.

## Kontraktsprostar

### För Ölands Norra mot 1547–1651
| Ämbetstid   | Namn              | Levnadstid |
| (1547)–1554 | Lars              |            |
| (1555)      | Nicolaus Jonae    |            |
| 1556–1609   | Petrus Jonae      |            |
| 1610–1613   | Birgerus Theodori |            |
| 1613–1651   | Stephanus Jonæ    |            |

### För Ölands Norra kontrakt 1652–
| Ämbetstid | Namn                       | Levnadstid | Övrigt                                               |
| 1652–1657 | Elavus Olai                |            | Kyrkoherde i Högby församling.                       |
| 1658–1678 | Petrus Anundi              | 1608–1678  | Kyrkoherde i Persnäs församling.                     |
| 1679–1693 | Petrus Pontelius           |            | Kyrkoherde i Högby församling.                       |
| 1693–1706 | Olaus Nicolai Wallinus     |            | Kyrkoherde i Köpings församling.                     |
| 1707–1734 | Haquinus Svenonis Sandberg | 1654–1734  | Kyrkoherde i Persnäs församling.                     |
| 1735–1744 | Gustaf Passenius           |            | Kyrkoherde i Löts församling.                        |
| 1745–1753 | Lars Höök                  | 1698–1759  | Kyrkoherde i Persnäs församling.                     |
| 1754–1761 | Georg Ahlberg              |            | Kyrkoherde i Böda församling.                        |
| 1762–1784 | Magnus Stagnelius          |            | Kyrkoherde i Högby församling.                       |
| 1785–1790 | Georg Melin                | 1721–1790  | Kyrkoherde i Persnäs församling.                     |
| 1790–1799 | Sven Sahlstéen             |            | Kyrkoherde i Löts församling.                        |
| 1799–1811 | Israel Sven Wellin         |            | Kyrkoherde i Högby församling.                       |
| 1811      | Paul Runkrantz             |            | Kyrkoherde i Löts församling.                        |
| 1812–1840 | Eric Gustaf Hoflund        | 1771–1841  | Kyrkoherde i Persnäs församling.                     |
| 1840–1878 | Abraham Lindwall           |            | Kyrkoherde i Böda församling och Köpings församling. |
| 1878–1891 | Carl Lindbom               |            | Kyrkoherde i Löts församling.                        |
| 1891–1894 | Carl Kjellberg             |            | Kyrkoherde i Köpings församling.                     |
| 1894–1897 | August Medelius            |            | Kyrkoherde i Högby församling.                       |
| 1897–1924 | Klas Hellgren              |            | Kyrkoherde i Borgholms församling.                   |
| 1924–1929 | Gustaf Håkansson           | 1853–1931  | Kyrkoherde i Persnäs församling.                     |
| 1929–1934 | Johan Werner               | 1858–1934  | Kyrkoherde i Böda församling.                        |
| 1934–1943 | Anders Carlsson            |            | Kyrkoherde i Köpings församling.                     |
| 1943–1946 | Oscar Carling              |            | Kyrkoherde i Borgholms församling.                   |
| 1946–1983 | Tage Jannert               | 1904–1984  | Kyrkoherde i Böda församling.                        |